# ديريك دورست
ديريك دورست هو لاعب هوكي جليد كندي، ولد في 20 ديسمبر 1986 في كيندرسلاي في كندا.

## وصلات خارجية
- ديريك دورست على موقع دوري الهوكي الوطني (الإنجليزية)
- ديريك دورست على موقع EliteProspects.com (الإنجليزية)
- ديريك دورست على موقع HockeyDB.com (الإنجليزية)
- ديريك دورست على موقع Hockey-Reference.com (الإنجليزية)